# Wronki (Świętajno)

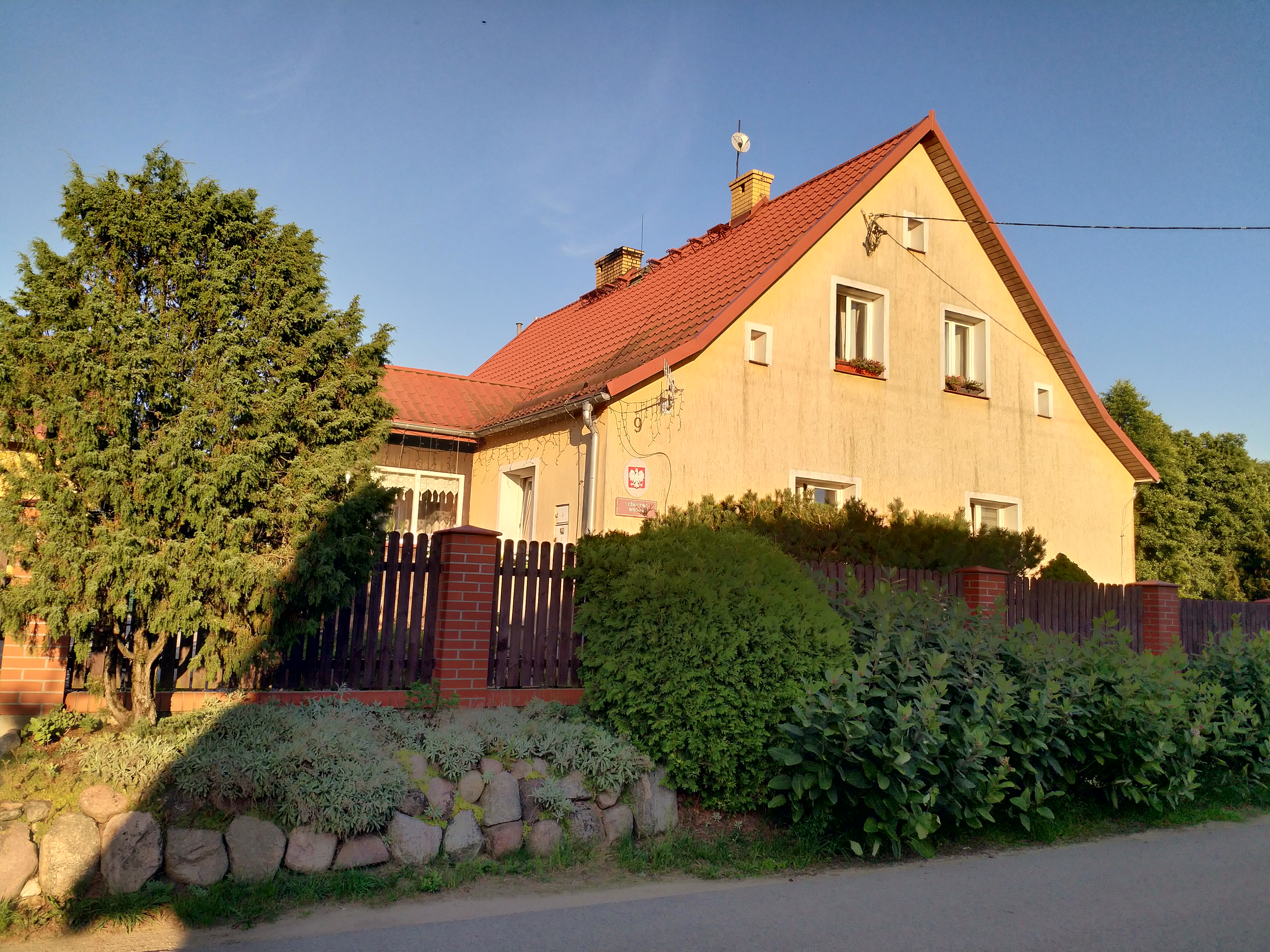
Wronki (2024)

Wronki (deutsch Wronken, 1938 bis 1945 Fronicken) ist ein Dorf in der polnischen Woiwodschaft Ermland-Masuren und gehört zur Landgemeinde Świętajno (Schwentainen) im Powiat Olecki (Kreis Oletzko, 1933 bis 1945 Kreis Treuburg).

## Geographische Lage
Wronki liegt in der östlichen Mitte der Woiwodschaft Ermland-Masuren, 18 Kilometer westlich der Kreisstadt Olecko (Marggrabowa, umgangssprachlich auch Oletzko, 1928 bis 1945 Treuburg).

## Geschichte
Das seinerzeit Fronken genannte Dorf wurde vor 1600 gegründet. Namensformen sind nach 1785 Frönicken und bis 1938 Wronken.
Am 27. Mai 1874 wurde Wronken in den Amtsbezirk Wessolowen (polnisch Wesołowo) eingegliedert, der zum Kreis Oletzko (1933 bis 1945 Kreis Treuburg) im Regierungsbezirk Gumbinnen der preußischen Provinz Ostpreußen gehörte.
231 Einwohner verzeichnete Wronken im Jahre 1910.
Aufgrund der Bestimmungen des Versailler Vertrags stimmte die Bevölkerung im Abstimmungsgebiet Allenstein, zu dem Wronken gehörte, am 11. Juli 1920 über die weitere staatliche Zugehörigkeit zu Ostpreußen (und damit zu Deutschland) oder den Anschluss an Polen ab. In Wronken stimmten 182 Einwohner für den Verbleib bei Ostpreußen, auf Polen entfiel keine Stimme.
Am 30. September 1928 wurde der Gutsbezirk Wessolowen (Wesołowo, 1938 bis 1945 dann in Kleinfronicken umbenannt, heute nicht mehr existent) nach Wronken eingemeindet. Die Einwohnerzahl der Landgemeinde stieg bis 1933 auf 342 und belief sich 1939 bereits auf 457.
Als Wronken am 3. Juni (bestätigt am 16. Juli) des Jahres 1938 in „Fronicken“ umbenannt wurde, änderte man auch den Namen des Amtsbezirks Wessolowen (der Ort war ja jetzt ein eingegliederter Ortsteil) in „Amtsbezirk Fronicken“ um.
In Kriegsfolge kam das Dorf 1945 mit dem gesamten südlichen Ostpreußen zu Polen und erhielt die polnische Bezeichnung „Wronki“. Heute ist der Ort Sitz eines Schulzenamtes (polnisch sołectwo) und somit einer Ortschaft im Verbund der Landgemeinde Świętajno (Schwentainen) im Powiat Olecki (Kreis Oletzko, 1933 bis 1945 Kreis Treuburg), vor 1998 der Woiwodschaft Suwałki, seither der Woiwodschaft Ermland-Masuren zugehörig.

### Amtsbezirk Fronicken (1938–1945)
Der Amtsbezirk Wessolowen ging per 13. September 1938 in den neu benannten „Amtsbezirk Fronicken“ über. Zu ihm gehörten bis 1945 vier Dörfer:
| Name                                     | Polnischer Name |
| ---------------------------------------- | --------------- |
| Friedrichsheide bis 1938 Friedrichsheyde | Gajrowskie      |
| Fronicken bis 1938 Wronken               | Wronki          |
| Grünheide bis 1938 Grünheyde             | Jelonek         |
| Tannau bis 1938 Salleschen               | Zalesie         |

## Kirche
Bis 1945 war Wronken resp. Fronicken in die evangelische Kirche Schwentainen in der Kirchenprovinz Ostpreußen der Kirche der Altpreußischen Union und in die katholische Pfarrkirche Marggrabowa (1928 bis 1945 Treuburg, polnisch Olecko) im damaligen Bistum Ermland eingepfarrt.
Heute gehört Wronki zur evangelischen Kirchengemeinde Wydminy (Widminnen), einer Filialgemeinde der Pfarrei Giżycko (Lötzen) in der Diözese Masuren der Evangelisch-Augsburgischen Kirche in Polen, bzw. zur katholischen Pfarrkirche Świętajno (Schwentainen), die in Wronki eine Filialkirche unterhält und zum Bistum Ełk (Lyck) der Römisch-katholischen Kirche in Polen gehört.

## Verkehr
Wronki liegt verkehrsgünstig an der Woiwodschaftsstraße DW 655, die die Regionen Giżycko (Kreis Lötzen) und Olecko (Kreis Oletzko/Treuburg) mit dem bereits in der Woiwodschaft Podlachien gelegenen Region Suwałki verbindet. Außerdem besteht eine Nebenstraßenverbindung nach Orłowo (Orlowen, 1938 bis 1945 Adlersdorf) im Norden und Połom (Polommen, 1938 bis 1945 Herzogsmühle) im Süden.
Zwischen 1911 und 1945 war Wronken resp. Fronicken Bahnstation an der Bahnstrecke Kruglanken–Marggrabowa (Oletzko)/Treuburg (polnisch Kruklanki–Olecko), die in Kriegsfolge außer Betrieb gestellt wurde.